# Glosadores

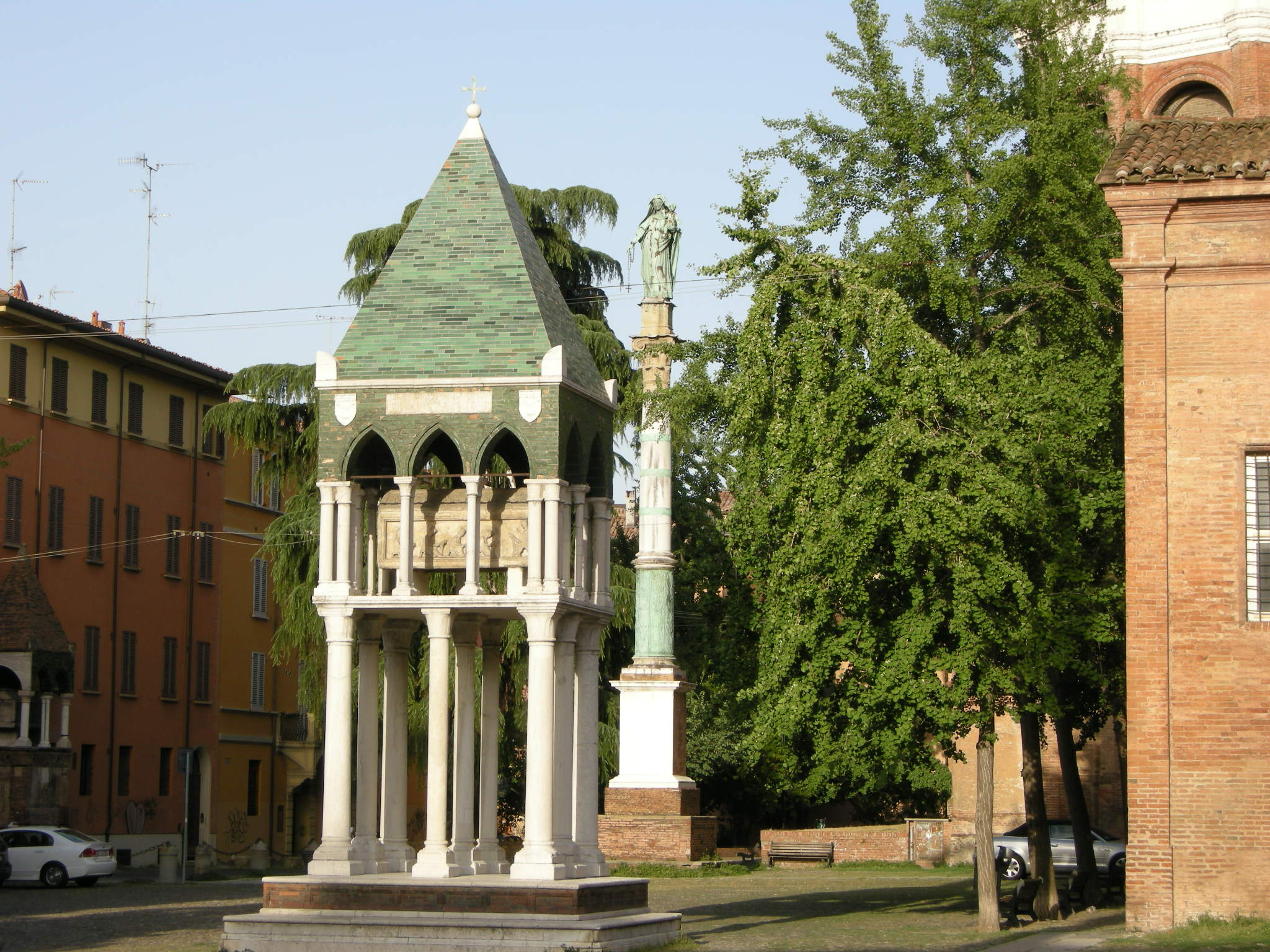
Uma das "tumbas dos glosadores" na Praça de São Domingos, em Bolonha

Os glosadores, também chamados Escola de Bolonha, foram juristas medievais cujo método de trabalho consistia em analisar glosas doutrinárias – comentários curtos ou marginais sobre as normas de direito – a fim de elucidar o significado das palavras presentes em textos de lei e outras fontes. Devido ao seu trabalho, algumas dessas glosas foram estendidas até se tornarem comentários longos e detalhados sobre as passagens da lei. O objeto de sua análise eram os textos do direito romano e do direito canônico. Os glosadores foram a origem da Universidade de Bolonha.
A fundação desta escola de juristas na Itália foi contemporânea à reforma gregoriana da Igreja Católica (segunda metade do séc. XI). Ela levou clérigos a vasculhar bibliotecas para desenterrar textos antigos e defender um retorno às fontes escritas romanas e cristãs (em particular contra os códigos de leis germânicas, como o Édito de Rothari na Itália). O método de análise de textos em glosas foi tomado emprestado da teologia. A abordagem intelectual também é próxima da da teologia medieval: mostrar que as contradições do texto de lei são apenas aparentes, que em cada ponto é possível harmonizar os textos (especificar as distinções entre as passagens) e identificar regras claras.
Durante a Idade Média muito do conteúdo do direito romano havia se perdido. Após a redescoberta de uma cópia completa do Digesto de Justiniano no final do século XI, os glosadores dedicaram-se ao seu estudo e, após um século e meio de trabalho, sucederam em estabelecer as bases teóricas para a compreensão atual do direito romano.